# جيمس إف. غيبونز
جيمس إف. غيبونز (بالإنجليزية: James F. Gibbons)‏ هو فيزيائي أمريكي، ولد في 19 سبتمبر 1931 في ليفنوورث في الولايات المتحدة. يُنسب إليه (جنبًا إلى جنب مع ويليام شوكلي) بدء مختبر تصنيع أجهزة أشباه الموصلات في جامعة ستانفورد التي مكنت صناعة أشباه الموصلات وخلق وادي السيليكون. يعود الفضل أيضًا إلى غيبونز في اختراع تعليم الفيديو المدرس، والذي يستخدم على نطاق واسع في جامعة ستانفورد وشبكة تلفزيون ستانفورد التعليمية. تستعمل تعليمات الفيديو المدربة لتعليم المهندسين وغير الطلاب المحتاجين عبر SERA Learning Technologies (التي أسسها غيبونز).